# دعامة قابلة للارتشاف الحيوي

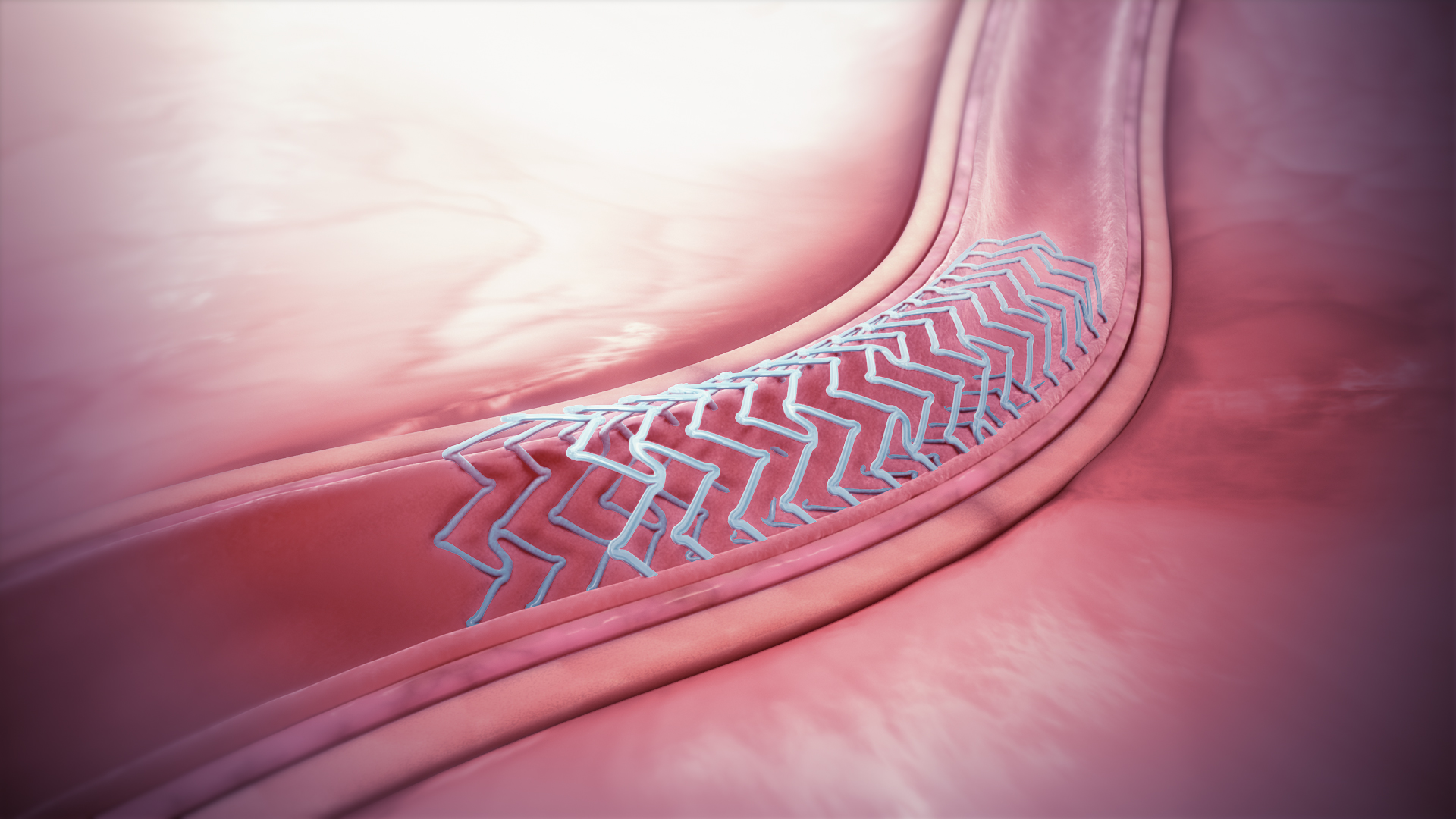

الدعامة، في الطب، هي أي جهاز يتم إدخاله في وعاء دموي أو قناة داخلية أخرى بهدف توسعة الوعاء لمنع الإِحْصَار أو تسكينه. وتتمثل الطريقة التقليدية لاستخدام مثل هذه الأجهزة المصطنعة من شبكة فلزية في أن تظل في الجسم دائمًا أو لحين إزالتها من خلال تدخل جراحي آخر. وتسعى الدعامة القابلة للارتشاف الحيوي أو الدعامة بيولوجيُّة التدرُّك أو الدعامة القابلة للامتصاص الحيوي إلى الوصول إلى نفس الغرض، لكن يكمن الفرق بينها وبين أي دعامة أخرى في أنها مُصنعة من مادة ربما تذوب في الجسم أو يمتصها.

## الخلفية
يظهر عند استخدام الدعامات الناضحة ببطء للعقار الفلزية الصُنع بعض العوائق المحتملة. ومن بين هذه العوائق: أُهْبَة حدوث خُثار في الدعامة الأخيرة، ومنع تجديد الوعاء الأخير تلاؤميًا أو تمدديًا، وإعاقة إِعادة التَّوَعِّي الجراحي، وضعف التصوير باستخدام أشعة مقطعية متعدد الشرائح.
وتسعى العديد من الشركات إلى تطوير الدعامات القابلة للارتشاف الحيوي أو الدعامات القابلة للامتصاص الحيوي؛ كي تتغلب على بعض هذه العوائق المحتملة. وكما هو الحال مع الدعامات الفلزية، فإن وضع دعامة قابلة للارتشاف الحيوي سينعش من جريان الدم ويدعم الوعاء أثناء عملية الالتئام. وبالرغم من ذلك فإن في حالة استخدام دعامة قابلة للارتشاف الحيوي، سترتشف الدعامة تدريجيًا وستزول برِقة من الجسم دون ترك أي غِرْسَة دائمة.
وقد أوضحت الدراسات أن أكثر الفترات الحرجة عند التئام الوعاء تنتهي غالبًا بعد حوالي ثلاثة أشهر، وبالتالي فإن الهدف من الدعامة القابلة للارتشاف الحيوي أو «المؤقتة» أن تدعم بشكلٍ كامل الوعاء أثناء هذه الفترة الحرجة ثم ترتشف بعد ذلك من الجسم حين لا يتبقى داعٍ لوجودها.

## اختيار المادة
لا تُعد مهمة اختيار المادة الأساسية للدعامة القابلة للامتصاص الحيوي من الأمور الهينة؛ حيث إن معظم الفلزات الأساسية التقليدية المتوافقة حيويًا (أي غير الضارة بالأنسجة الحية) مثل: التانتالوم والتيتانيوم والكروم ومواد أخرى لا تتحلل في الجسم عند معدل يمكن تقديره نتيجة عملية تخميل ومن ثَمَّ لا يمكن امتصاصها في مدة زمنية معقولة. علاوةً على ذلك، فإن مثل هذه العناصر الفيزيولوجية الخارجية لا يمكن للجسم تمثيلها غذائيًا لكنها بدلاً من ذلك ستنتقل مباشرةً إلى مرحلة الإخراج. وعلى العكس، فإن العناصر التي هي في الأساس معروفة بأنها تلعب أدوارًا فيزيولوجية في الجسم البشري لا تخرج في العموم عن كونها متوافقة حيويًا في أشكالها المعدنية، وبالتالي فهي عناصر مناسبة وملائمة لبناء دعامات قابلة للامتصاص الحيوي. وهناك عنصران هما المرشحان الأوليان عند صناعة مادة الدعامة وهما: المغنسيوم والحديد وسبائكهما.
وقد ظهرت دعامات الحديد وهي تستخدم طريقة تقييم مبتكرة في الأحياء قدمتها جامعة ميتشيغان التقنية لإنشاء تجويف مملوء بأكسيد الحديد في الجدار الوعائي، وقد ضيق هذا السلوك بشكلٍ ملحوظ من اللُمْعَة وولَّد مَوْضِع محتمل لتَمَزُّق البِطانة بعد تَدَرُّك الدعامة. واتضح أن عنصر الـمغنسيوم، رغم أنه يتحلل دون إحداث أي ضرر، يمتلك وقتًا للتحلل الوظيفي يمتد قرابة 30 يومًا داخل الكائن الحي. ويُعد ذلك أقصر بكثير من الفترة الزمنية المطلوبة للدعامات القابلة للامتصاص الحيوي والتي تمتد من ثلاثة إلى ستة أشهر.

## هندسة المواد القابلة للامتصاص الحيوي
ظلت محاولة تعديل سلوك التآكل للمغنسيوم وسبائكه لدى كلٍ من الدعامات القابلة للامتصاص الحيوي والدعامات القابلة للارتشاف الحيوي ولدى جَهائِز العظام هي المحور الأساسي الذي يدور حوله هذا المجتمع البحثي الصغير لعدة سنوات. وقد برزت الكثير من الطرق المبتكرة للتخفيض حتى الحد الأدنى من معدل نَفاذ العُمْقُ البُؤْرِيّ ومعدل تطور الهيدروجين (أو، كما يطلق عليه العامة، معدل الـتآكل). وتضمنت إحدى هذه الطرق الأكثر نجاحًا ابتكار عدسات معدنية قابلة للامتصاص الحيوي عن طريق التصلُّب السريع، كما اشتملت حلول بديلة أخرى على تطوير سبائك المغنسيوم الأرضية النادرة (Mg-RE) والتي تستفيد من نسبة السُمِّيَّة الخلوية المنخفضة لدى العناصر الأرضية النادرة RE، ويجري في الوقت الحالي تطوير الأطلية والمواد المعقدة المُصنِّعة للطُرق لتقلل من معدل التآكل إلى حدٍ أبعد.
أما بالنسبة لعملية اختبار المواد القابلة للامتصاص الحيوي فهذا يمثل تحديًا خاصًا؛ حيث يفضل العديد من الباحثين في المُخْتَبَر استخدام تشبُّهات تآكل من خلال استخدام محاليل فيزيولوجية كاذبة مثل EMEM أو HBSS. ومازال الجدال دائرًا بالرغم من ذلك حول كون هذه المحاليل تحاكي بدقة التدرُّك في الشريان الثديي أم لا، وقد استنتج أحد الملخصات المنهجية للتآكل في المختبر أن مُعدِّل دولبيكو لمستنبت إيجل (DMEM)، وهو شكل مختلف من أشكال مُسْتَنْبَت إيجل الأساسي الأدنى، محلول تآكل مناسب كما لخص منهجية داخل الكائن الحي وتطبيقها على سبائك المغنسيوم وأعلن عن تجسيدات متعددة لاختبارات التآكل في المختبر وجادل لصالح اختبار الشد كوسيلة للتقييم الكمي للتدرُّك. واشتملت الأشكال المختلفة للتآكل في المختبر على غمر نموذجي لسلك عارٍ، وغمر لسلك مطلي بمادة الفِبْرين والتدفق الصفائحي حول عينة مطلية مشابهة، ولكل نهج مميزاتٍ فريدة. وقد كان الجدل بشأن اختبار الشد مبنيًا على منشور سابق، أظهر أن قياس مقاومة الشد الفعَّالة للعينات من خلال هندسة سلك قد أنتج بيانات كانت حساسة بالنسبة إلى المواد المختلفة والبيئات التآكلية المختلفة.